# 大塚製藥
大塚製藥（日語：大塚製薬）是一家日本製藥公司，總部位於東京都、並於大阪市和德岛县鳴門市設有分部，中國廣東省江門市亦設有分部。
大塚製藥集中於製作營養輔助食品，並且因為其流行的運動飲料寶礦力水得而著名。

## 歷史
大塚製業集團的發源企業大塚製藥工廠於1921年成立，當初從事化學原料的製造販賣開始。1946年，加入輸液事業，之後投入歐樂納蜜C（Oronamin C）等補給飲料和OTC藥品等等，不斷地擴大業務型態，而各事業處也隨著集團各公司一起成長。
1964年，大塚製藥成立，首先以集團各公司的販售店面開始活動，在輸液領域裡與大塚製藥工廠一起鞏固了作為領導公司的地位。1971年，開始了新藥企業。1973年，初次設立海外法人，在此領域以國際性的研究開發型醫藥企業為目標。
1980年，初次開始發售新藥Mikeran（徐放性高血壓治療劑）、Meptin（支氣管擴張劑）。另一方面，活用醫藥品研究know-how的New-Torashutikaruzu營養藥品。1980年開始販售寶礦力水得，確立了消費者商品的新市場領域。

大塚製藥舊商標

2001年，為維持一定數量的新藥開發和持續的臨床試驗能發展，又建立 Otsuka Maryland Research Institute Inc. (OMRI)，從事創新醫療保健產品的研究和臨床發展建立。 於 2007年1月， Otsuka Pharmaceutical Development & Commercialization Inc. (OPDC)通過合併Otsuka Maryland Research Institute Inc.，重新為發展全球性戰略商業計劃而整合。 OPDC 通過生命週期管理戰略，將開發新藥物從最初的發現，全球註冊、行銷和產品的生產做整體計劃。今天，OPDC已涵蓋血管和循環系統、消化和呼吸系統、眼科學和皮膚學，同時開發診斷用體內和體外試劑。

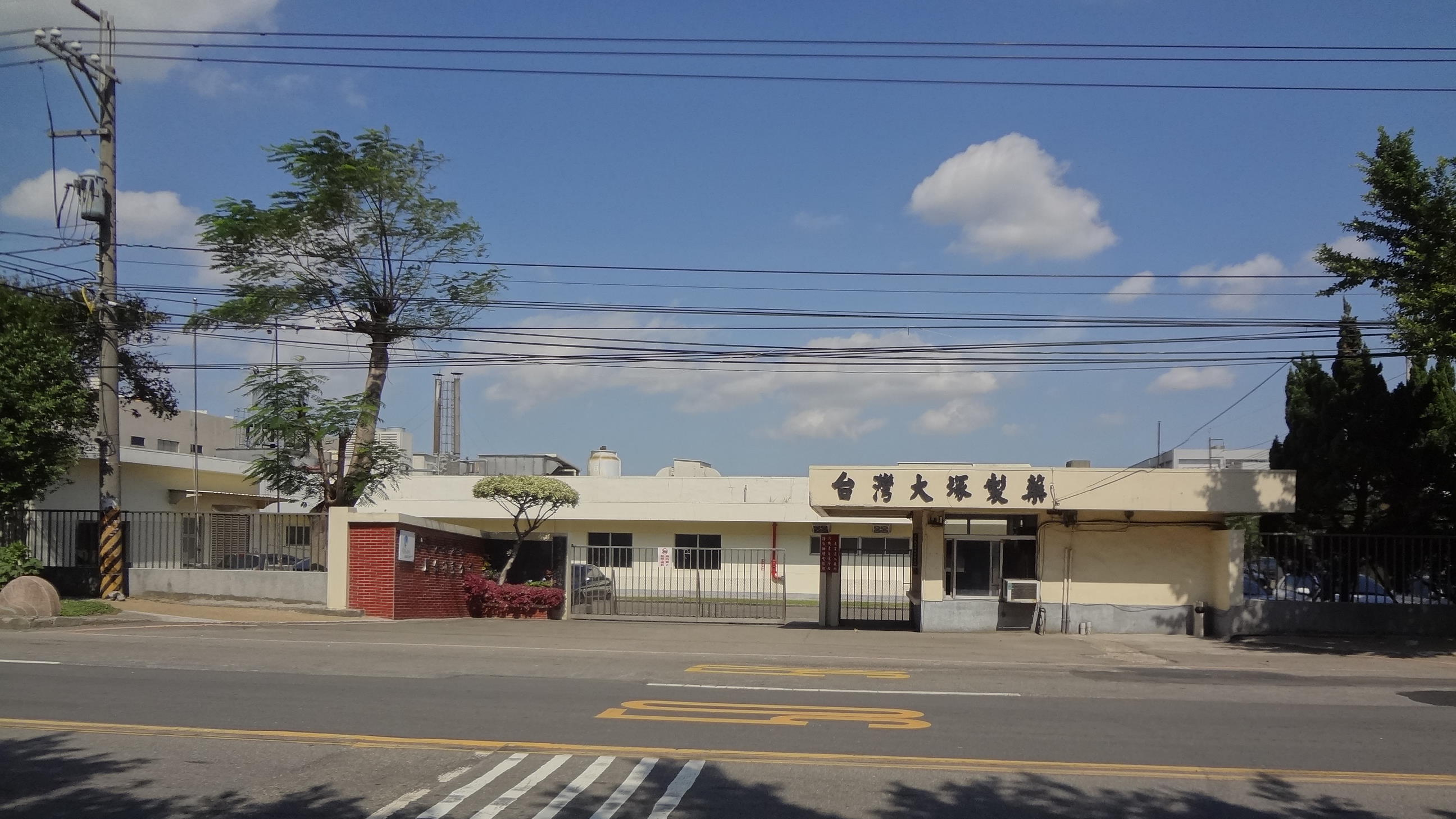
台灣大塚製藥中壢廠

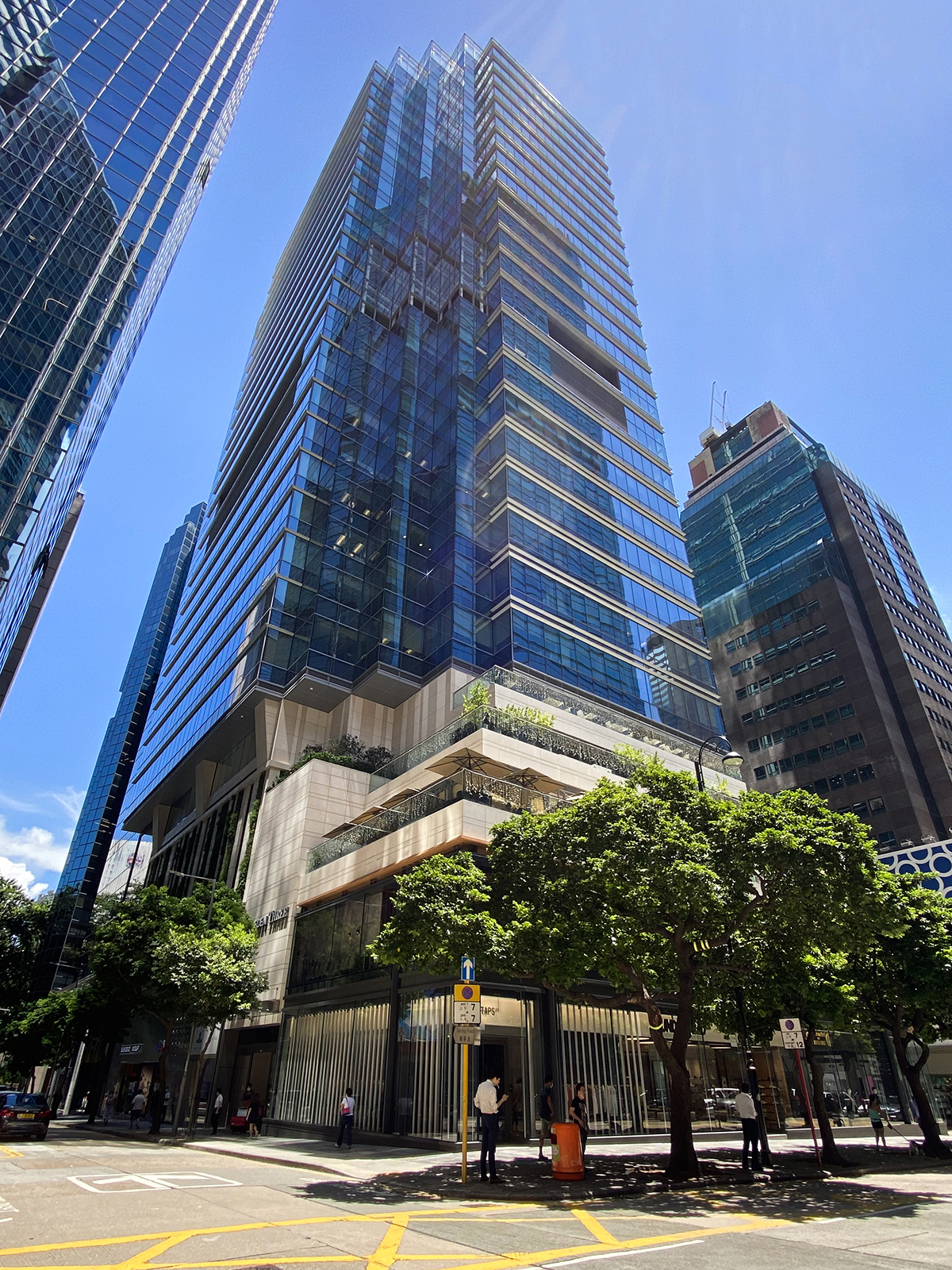
香港大塚製藥辦事處位於香港銅鑼灣利園三期

大塚製藥1974年在臺灣設立子公司“台灣大塚製藥股份有限公司”（Taiwan Otsuka Pharmaceutical Co., Ltd.），在台灣銷售大塚製藥的醫藥品及消費性產品；1996年大塚製藥與臺灣食品商金車公司合資設立“金車大塚股份有限公司”（King Car Otsuka Co., Ltd.），在台灣銷售大塚製藥的消費性產品。
大塚製藥在香港設有子公司“香港大塚製藥有限公司”（Otsuka Pharmaceutical (H.K.) Ltd.）。
大塚製藥在中国大陆设有子公司——大冢（中国）投资有限公司，并与广东慎昌贸易有限公司于江门市新会区成立大冢慎昌（广东）饮料有限公司。

## 產品
- 娥羅納英H軟膏
- SOYJOY
- UL.OS
- 寶礦力水特
- Amion-Value
- Nature Made
- Inner Signal
- CalorieMate
- 賢者の食卓
- Jog Mate Protein
- FIBE-MINI
- Skin C 肌C

## 爭議

### 撤回無綫電視廣告
香港大塚製藥公司在Facebook上回覆網友私信，指因無綫新聞近期報道反對修訂逃犯條例示威活動时偏向香港警察，香港大塚製藥不會向電視廣播有限公司旗下頻道購買廣告，環球時報稱其記者致電大塚製藥日本本部負責公關事務的職員，該名職員表示撤回無綫電視廣告的決定是香港分公司經過諸多討論，出於商業原因考慮做出，並不摻雜政治因素，而日本本部沒有給予指示。電視廣播有限公司回应會視乎個別情況作出處理，對公司業務並無重大影響。发言人指，無綫電視的新聞採訪一直秉持中立、專業及客觀的原則，並確保報道準確及持平。電視廣播有限公司在回应环球时报时称，该公司成為磨心（兩面不討好）是意料之內，任何對無綫電視的打壓，均不會影響该台「公正不偏、客觀持平的新聞報道原則」。香港大塚製藥之后为该回應引起不便，在Facebook向公众致歉。有内地网民因此抵制寶礦力水特并推荐购买其他同类产品，偶像團體GNZ48宣布和宝矿力水特停止合作。全國政協副主席、前香港特区行政长官梁振英也呼籲全國消費者要全面抵制寶礦力水特。大冢慎昌（广东）饮料和天津大冢饮料也都发表声明，指大冢在中国大陆和香港特区的业务分开管理，对香港大塚製藥的行为表示遗憾。

## 外部連結
- 大塚製藥網站（页面存档备份，存于）
- 大塚製藥集團網站（页面存档备份，存于）
- 大冢（中国）投资有限公司官网（页面存档备份，存于）
- 香港大塚製藥網站（页面存档备份，存于）
- 台灣大塚製藥網站（页面存档备份，存于）